# Cicaré CH-14 Aguilucho
Сикаре́ CH-14 Агилучо (исп. Cicaré CH-14 Aguilucho, «Орлёнок») — аргентинский боевой вертолёт. Спроектирован и произведён компанией «Cicaré» по заказу авиационного командования Аргентинской армии.

## История
Впервые проект вертолёта CH-14 был представлен в 2005 году, в январе 2006 началось строительство опытного образца. 19 марта 2007 года после серии наземных испытаний был проведён первый полёт.
На базе вертолёта CH-14 планируется создать Cicaré CH-16 — боевую модификацию для выполнения задач по разведке, борьбе с легко бронированными средствами потенциального противника и выполнения антитеррористических операций.

## Лётно-технические характеристики

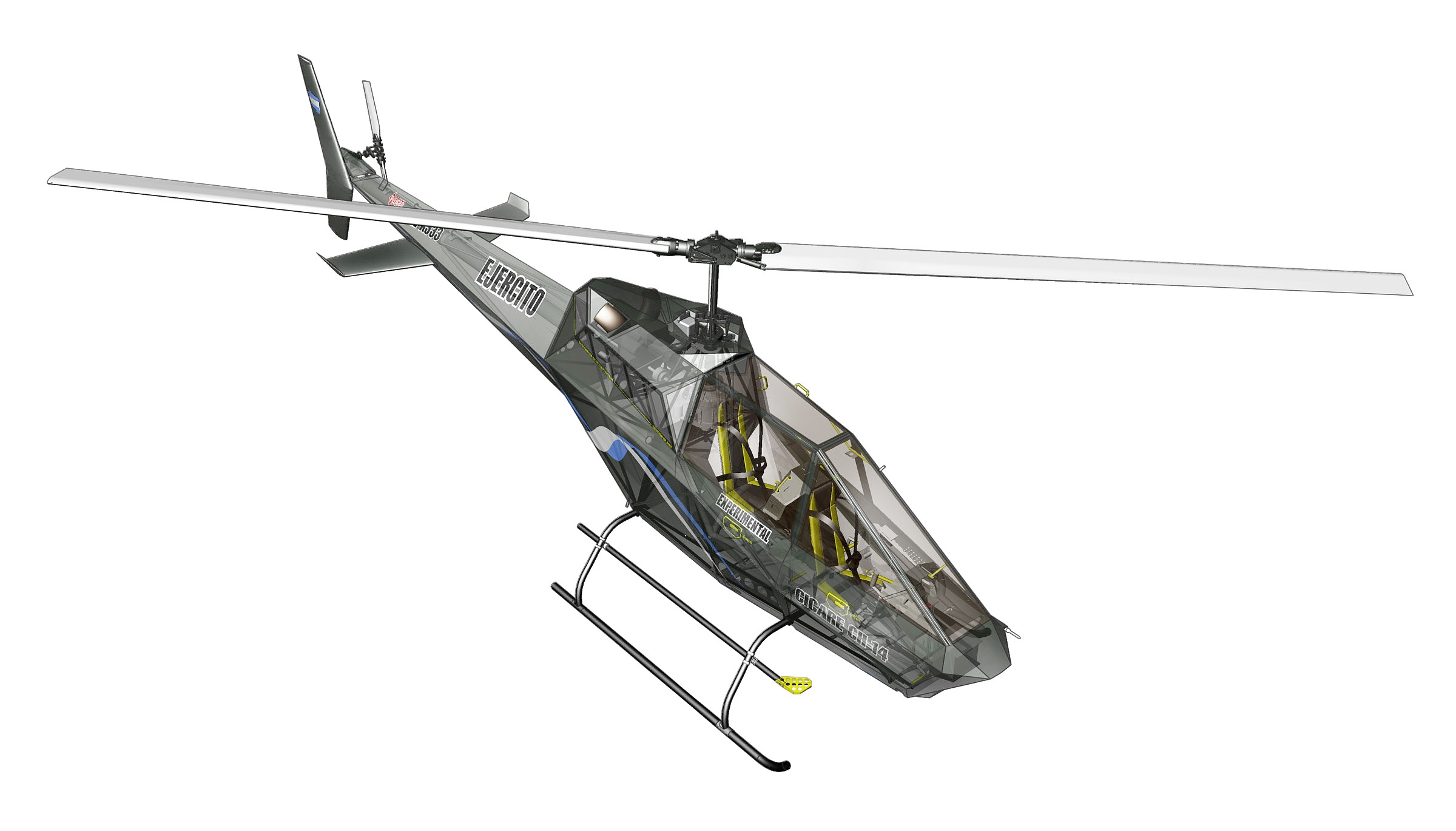
Конструкция CH-14

Источник данных: 

Технические характеристики
- Экипаж: 2 (пилот и оператор вооружения, размещены тандемно)
- Длина: 11,80 м
- Диаметр несущего винта: 10,0 м
- Высота: 3,3 м
- Масса пустого: 750 кг
- Максимальная взлётная масса: 1450 кг
- Силовая установка: 1 × ТВД Rolls-Royce Allison 250-C20-B
- Мощность двигателей: 1 × 420 л. с. (1 × 313 кВт)
- Диаметр винта: 10,0 м

Лётные характеристики
- Максимальная скорость: 240 км/ч
- Крейсерская скорость: 210 км/ч
- Практическая дальность: 510 км
- Перегоночная дальность: 1000 км
- Практический потолок: 4500 м